# Wilbur Scoville

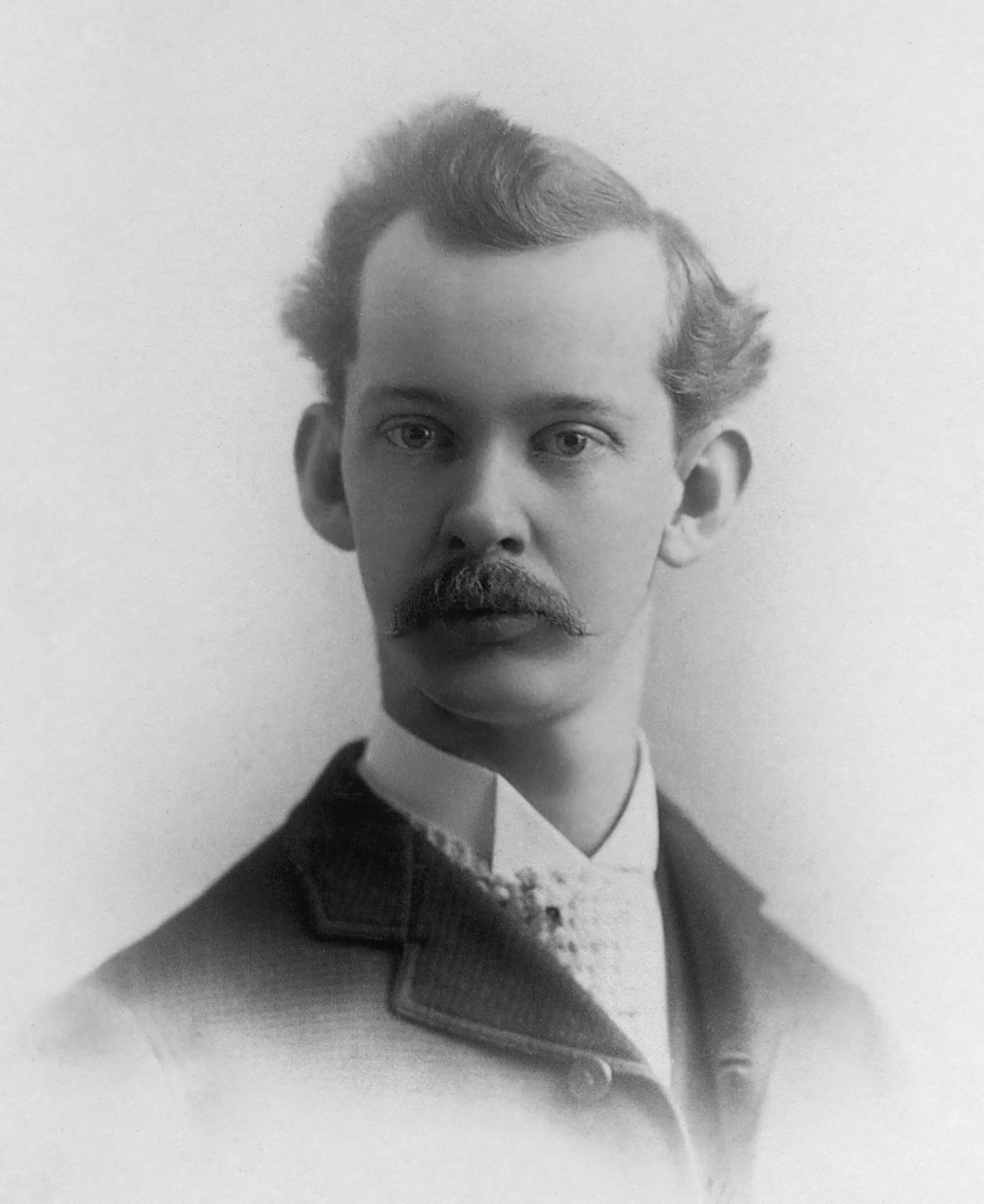
Wilbur Scoville (1910)

Wilbur Lincoln Scoville (* 22. Januar 1865 in Bridgeport, Connecticut; † 10. März 1942 in Gainesville, Florida) war ein US-amerikanischer Pharmakologe.

## Leben
Scoville heiratete Cora B. Upham am 1. September 1891 in Wollaston (Quincy, Massachusetts). Sie hatten zwei Töchter: Amy Augusta, geboren am 21. August 1892 und Ruth Upham, geboren am 21. Oktober 1897.
Scoville schrieb The Art of Compounding, das erstmals 1895 veröffentlicht wurde und in mindestens 8 Ausgaben erschien. Das Buch wurde bis in die 1960er Jahre als pharmakologische Referenz verwendet und war auch eine der frühesten Erwähnungen von Milch als Gegenmittel gegen Pfefferhitze. Scoville schrieb auch das Buch Extracts and Perfumes, das Hunderte von Formeln enthielt. Eine Zeit lang war er Professor am Massachusetts College für Pharmazie und Gesundheitswissenschaften. Er arbeitete bei der Pharmafirma Parke Davis, als er 1912 einen Test zur Messung der Schärfe von Chilischoten entwickelte, den sogenannten Scoville Organoleptic Test (umgangssprachlich Scoville-Skala). Dabei wird der Gehalt von Capsaicin durch Verdünnung bis zur Wahrnehmungsschwelle indirekt gemessen.

## Auszeichnungen und Ehrungen
Scoville erhielt zwei Auszeichnungen der American Pharmaceutical Association: 1922 den Ebert Prize und 1929 die Remington Honor Medal. Ebenfalls im Jahre 1929 wurde ihm ein Doktorgrad honoris causa der Columbia University verliehen.

## Publikationen
- The Art of Compounding (1895)
- Extracts and Perfumes